# Порто Фуори (Равена)
Порто Фуори је насеље у Италији у округу Равена, региону Емилија-Ромања.
Према процени из 2011. у насељу је живело 3353 становника. Насеље се налази на надморској висини од -1 м.